# Partido Comunista Revolucionario - Clase Obrera
El Partido Comunista Revolucionario - Clase Obrera (PCR - CO) fue un partido comunista de ideología maoísta en el Perú en la década de 1970. Fundado como una facción que se separó de la Vanguardia Revolucionaria - Política Militar, fue dirigido por Manuel Dammert Ego-Aguirre, Agustín Haya de la Torre, Santiago Pedraglio Mendoza y Ernie de la Jara y Basombrío.